# Krajský přebor – Nitra 1952
Krajský přebor – Nitra 1952 byla jednou z 20 skupin 2. nejvyšší fotbalové soutěže v Československu. V soutěži se utkalo 12 týmů každý s každým dvoukolovým systémem jaro-podzim. 

## Konečná tabulka
| Poř. | Tým                        | Z  | V  | R  | P  | VG  | OG | B  |
| ---- | -------------------------- | -- | -- | -- | -- | --- | -- | -- |
| 1.   | Kablo Topoľčany            | 22 | 16 | 2  | 4  | 109 | 32 | 34 |
| 2.   | ČSAD Nové Zámky            | 22 | 14 | 3  | 5  | 61  | 26 | 31 |
| 3.   | KP Nitra                   | 22 | 14 | 3  | 5  | 58  | 26 | 31 |
| 4.   | Baník Handlová             | 22 | 9  | 10 | 3  | 47  | 21 | 28 |
| 5.   | TJ Elektrosvit Nové Zámky  | 22 | 12 | 3  | 7  | 45  | 39 | 27 |
| 6.   | SSM Levice                 | 22 | 10 | 2  | 10 | 46  | 37 | 22 |
| 7.   | Železiarne Palárikovo      | 22 | 8  | 5  | 9  | 35  | 49 | 21 |
| 8.   | Sokol Partizánske          | 22 | 9  | 1  | 12 | 51  | 49 | 19 |
| 9.   | Cukrovar Šurany            | 22 | 7  | 3  | 12 | 24  | 41 | 17 |
| 10.  | Odeva Hlohovec             | 22 | 6  | 4  | 12 | 25  | 67 | 16 |
| 11.  | KP Zlaté Moravce           | 22 | 3  | 6  | 13 | 31  | 83 | 12 |
| 12.  | TJ Sokol Chemozávod Nováky | 20 | 2  | 2  | 18 | 19  | 81 | 6  |

Poznámky:
- Z = Odehrané zápasy; V = Vítězství; R = Remízy; P = Prohry; VG = Vstřelené góly; OG = Obdržené góly; B = Body;